# Купер, Роберт Си
Ро́берт К. Ку́пер (англ. Robert C. Cooper; род. 14 октября 1968, Торонто) — канадский продюсер и сценарист, известный по франшизе Звёздных врат. Ранее он был исполнительным продюсером телесериалов Звёздные врата: SG-1 и Звёздные врата: Атлантида, пока оба не завершились, и теперь является исполнительным продюсером спин-оффа Звёздные врата: Вселенная. Он также один из создателей телесериалов Звёздные врата: Атлантида и Звёздные врата: Вселенная совместно с Брэдом Райтом. Купер написал и подготовил множество эпизодов телесериалов Звёздные врата: SG-1, Звёздные врата: Атлантида и Звёздные врата: Вселенная, а также руководил съёмками ряда эпизодов.

## Карьера
Купер начал карьеру сценариста в серии фильмов, первым из которых был Гонимые ветром. Он вступил в экипаж Пси Фактор: Хроники паранормальных явлений как редактор, пока он не был назначен автором сценария в 1996 году, где он работал до перехода в Звёздные врата: SG-1 в 1997 году.
Работая над Звёздными вратами: SG-1 Купер написал 52 эпизода.  Купер стал одним из исполнительных продюсеров телесериала в 4-м сезоне. Он сыграл камео в эпизоде пятого сезона Звёздных врат: SG-1 «Экстрим в червоточине!».
Купер был ответственным за создание большей части предыстории телесериала Звёздные врата: Вселенная. Купер создал Древних, расу, которая построила Звёздные врата. Он также разработал идею союза четырёх рас, хотя две из них были придуманы другими сценаристами (Ноксов и Азгард созданы Харт Хансон и Катарин Пауэрс).
В декабре 2003 года было объявлено, что Купер и Брэд Райт работают над спин-оффом Звёздных врат: SG-1 Звёздные врата: Атлантида. 
Как режиссёр, он дебютировал в эпизоде девятого сезона Звёздных врат: SG-1 «Крестовый поход». В премьерном эпизоде десятого сезона «Плоть и кровь» дочь Купера Эмма сыграла четырёхлетнюю Адрию.  Позже в эпизоде десятого сезона «Талион» в начале сцены его старшая дочь Меган Элизабет Купер играла девушку-Джаффа. После завершения десятого сезона SG-1 Купер написал сценарий для фильма Звёздные врата: Ковчег правды.
После завершения Звёздных врат: Атлантида Купер и Брэд Райт создали ещё один спин-офф — Звёздные врата: Вселенная, премьера которого состоялась 2 октября 2009 года.

## Фильмография
| Автор сценария | Автор сценария                                    | Автор сценария |
| Год            | Фильм                                             | Примечания |
| -------------- | ------------------------------------------------- | --- |
| 2015           | Тёмная материя                                    | (1 эпизод) |
| 2009           | Звёздные врата: Вселенная                         | (4 эпизода, 2009—) |
| 2008           | Звёздные врата: Ковчег правды                     | |
| 2008           | Звёздные врата: Атлантида                         | (8 эпизодов, 2004—2008) |
| 2007           | Звёздные врата: SG-1                              | (45 эпизодов, 1997—2007) |
| 2001           | Невозможный слон                                  | Также известен как Невероятный слон |
| 2000           | Лучшая актриса                                    | Фильм |
| 1997           | Мгновения грядущего                               | (1 эпизод) |
| 1996           | Пси Фактор: Хроники паранормальных явлений        | (4 эпизода, 1996—1997) |
| 1994           | Нет конкурса                                      | |
| 1994           | Клуб                                              | |
| 1993           | Во тьме                                           | |
| 1992           | Гонимые ветром                                    | |
| Режиссёр       |                                                   | |
| Год            | Фильм                                             | Примечания |
| 2009           | Звёздные врата: Вселенная                         | Tелесериал (1 эпизод) |
| 2008           | Звёздные врата: Ковчег правды                     | |
| 2006           | Звёздные врата: Атлантида                         | Телесериал (3 эпизода, 2006—2009) |
| 2006           | Звёздные врата: SG-1                              | Телесериал (2 эпизода, 2006—2007) |
| Продюсер       |                                                   | |
| Год            | Фильм                                             | Примечания |
| 2016           | Холистическое детективное агентство Дирка Джентли | Шоураннер |
| 2009           | Звёздные врата: Вселенная                         | Телесериал (исполнительный продюсер: 11 эпизодов) |
| 2008           | Звёздные врата: Временной континуум               | Исполнительный продюсер |
| 2008           | Звёздные врата: Ковчег правды                     | |
| 2004           | Звёздные врата: Атлантида                         | Телесериал (исполнительный продюсер: 99 эпизодов, 2004—2009) |
| 1999           | Звёздные врата: SG-1                              | Телесериал (исполнительный продюсер: 126 эпизодов, соисполнительный продюсер: 22 эпизода, сопродюсер: 12 эпизодов, продюсер: 11 эпизодов, производственный продюсер: 11 эпизодов; 1999—2007) |

## Награды
Из пятнадцати кандидатур Купер получил четыре награды:
- 2009 — Leo Awards, лучшая режиссура: Звёздные врата: Атлантида, эпизод «Вегас»
- 2009 — Leo Awards, лучшая драма: Звёздные врата: Атлантида
- 2009 — Leo Awards (общая вместе с Брэдом Райтом)
- 2006 — The Constellation Awards, лучшая фантастика: Звёздные врата: SG-1: «200-й» (общая вместе с Брэдом Райтом)